# Ислам у Немачкој
Ислам у Немачкој је религија са највише верника после хришћанства. У Немачкој се ислам афирмисао углавном имиграцијом са Блиског истока, Балкана и северне Африке у другој половини 20. века. Сунитска грана је у већини, али и несунитски удео већине (Алевити, Бекташи, шиити) у Немачкој су изнад светског просека.
Број муслимана у Немачкој процењен је на око 4,4 до 4,7 милиона људи у 2015. години, што одговара 5,4 до 5,7% становништва. Међутим, информације се веома разликују од 1,9% (попис становништва из 2011. године: добровољне информације) до 7% 
У 2008. години око 1,8 милиона муслимана били су немачки држављани. У исто време, око 63% муслимана који живе у Немачкој имало је турско миграционо порекло, што се може пратити од регрутовања радника миграната, који су се тада звали гастарбајтери, из Турске 1960-их и 1970-их година. Остали муслимани су углавном имигранти из Албаније, Босне и Херцеговине, са Косова и Метохије, Ирака, Ирана, Марока, Авганистана, Либана, Пакистана, Сирије и Туниса или конвертити из Немачке.

## Историја

### 17. и 18. век
Током раног модерног периода настале су прве додирне тачке у Немачкој са исламом; теолог Абрахам Хинцелман дао је да се Куран штампа на арапском језику у Хамбургу 1694. године. Ово издање Курана било је друго штампано издање ове књиге после оног из Венеције отприлике 1537/38 (у исламском свету штампање арапским словима било је забрањено до 19. века) Према речима немачког новинара Мухамеда Салима Абдулаха, декретом из Потсдама 1731. године, пруски краљ Фридрих Вилхелм I дао је на поклон за муслиманске пешадинце молитвени простор салу - Лангерова штала (саграђена 1734. године као јахачка и парадна кућа) у Потсдаму. Углавном, и претежно салу Лангерове штале користила је Грчка православна црква за Русе из пука Високи Момци; 1739. године основана је прва исламска заједница на немачком тлу, католички теолог Томас Лемен противио том оснивању: Савремени извори говоре да су ти муслимани тамо боравили само привремено. У другој половини 18. века стотине муслиманско-татарских породица живеле су на пруским границама. У 1790-им година, око 2.000 Татара служили су као копљена Коњица под пруским краљем.
Неколико зграда у Немачкој изграђено је у стилу џамије, али никада нису имале функцију молитвеног места, укључујући зграду подигнуту 1792/93. у дворским баштама у Шветцингену и кућу парнихмотора Сансоуци у Потсдаму, подигнуту између 1841. и 1843. године, као и дуванску џамију (Иенидзе) у Дрездену. Све три структуре имају куполу и минарете.

### До 1947.
На подстицај обавештајне агенције за Оријент, камп „Полумесец” изграђен је у Вилнсдорфу код Берлина почетком Првог светског рата, у који је интернирано до 30.000 углавном муслиманских ратних заробљеника. Дана 13. јула 1915. године током Првог светског рата свечано је отворена џамија за муслиманске ратне заробљенике који су држани у овом логору. То је прва џамија на немачком тлу коју су муслимани користили и као молитвено место. Џамију је финансирало и наручило Немачко царство. Ова џамија је изграђена од дрвета у року од пет недеља, углавном у пропагандне сврхе. По завршетку рата за џамију више није било интереса. Због дотрајалости дрвена џамија је затворена 1924. године и срушена 1925/26. На њу још увек подсећа „Џамијска улица“ („Moscheestraße“) и гробови неких војника.
Године 1922. имам Садр уд-Дин, којег је покрет Ахмадија послао из данашње Индије, стигао је до Берлина као један од првих мисионара у Немачкој и основао прво удружење џамија по узору на муслиманску мисију Вокинг у Енглеској са конвертитима из 41 нације. Године 1924. исламска верска заједница Ахмадија изградила је камену џамију у Берлинској улици Вилмерсдорфу и отворена је 23. марта 1928. године. Џамија Вилмерсдорфер, која се раније звала и Берлинска џамија, данас је најстарија преживела џамија у Немачкој. Џамија је први пут била отворена за грађане Берлина. Многе познате немачке личности присуствовале су догађајима у томе, укључујући Алберта Ајнштајна, Мартина Бубера, Мартина Ниемолера, Томаса Мана и Херман Хесеа. Имам Садр уд-Дин написао је први немачки превод Курана који су муслимани објавили 1939. године у сарадњи са обраћеницима. Током нацистичке ере, џамија је коришћена за пропагандне наступе са Мухамедом Амином ал-Хусеинијем, познатим и као „Велики муфтија јерусалимски“.

### Од 1950-их
Тек педесетих година муслимани су се реорганизовали. Ахмадија је поново формирала скупштину. Изграђене су  џамије у Хамбургу и Франкфурт на Мајни. Што се тиче броја, постојале су само врло мале исламске заједнице. У исто време трговци из других муслиманских земаља стигли су до Немачке и основали исламске заједнице. Муслимани исламско-шиитске конфесије Дванаест шиита изградили су Исламски центар Хамбург Џамија Имам Али у Хамбургу 1960. године, што је пета најстарија џамија у Немачкој. Она је уведена у Завод за заштиту споменика културе.
Главни разлог пораста ислама у Немачкој наредних година је имиграција страних радника, због споразума о регрутацији са муслиманским државама и накнадног сталног боравка са спајањем породице, који је основала Савезна Република Немачка 1961. (Споразум са Турском, Југославијом, са Тунисом и са Мароком кроз регрутовање гастарбајтера) до 1973. Боравак у Немачкој првобитно је требало да буде временски ограничен; до 1960-их, муслимани су све више намеравали да се врате у своје земље. Осамдесетих и деведесетих година 20. века било је и много муслимана из других земаља, од којих су неки бежали или тражили азил. У такве групе спадају, на пример, Иранци који су избегли у Западну Немачку током Исламске револуције 1979. године или Авганистанци који су уточиште потражили у Западној Немачкој као резултат грађанског рата или совјетско-авганистанског рата. Присталице Ахмадије стигле су и до Немачке због крвавог прогона у Пакистану. Либанонцима, Босанцима и косовским Албанцима рат у домовини био је разлог емиграције. Како је повратак многих муслимана заостао, верска инфраструктура се постепено појавила. Прва исламска удружења основана су 1970-их, а репрезентативније џамије су грађене од 1990-их и надаље.
Године 2006. у Берлину се одржала прва немачка конференција о исламу која је сазвана ради успостављања дијалога између немачке државе и муслимана у Савезној Републици. „Ислам је део Немачке и део Европе, део је наше садашњости и део је наше будућности. Муслимани су добродошли у Немачку. Требали би да развијају своје таленте и да помажу нашој земљи да напредује“. - Волфганг Шојбле: из владине декларације о Немачкој исламској конференцији, 28. септембра 2006. У 2013. години организација Ахмадиа-Мослем-Гемаиншафт (АМЈ) у Хесену било је прво исламско удружење које је добило корпоративни статус у Немачкој и због тога је правно равноправно са две највеће цркве са највећим бројем чланова (Римокатоличком црквом и Евангеличком црквом у Немачкој).

## Прелазак на ислам
Не постоје редовно прикупљене информације о броју људи који прелазе у ислам у Немачкој. Студија коју је средином 2000-их спонзорисало Федерално министарство унутрашњих послова, а спровела је Архива ислама у Зоесту, очигледно је показала да је 2004/05 било 1.152 преобраћеника, а између августа 2005. и јула 2006. тај број се коначно учетворостручио на око 4.000 - толико високи као што то није било од 1920: У годинама пре напада 11. септембра 2001, према Архиву ислама, било је само 250 до 300 људи који су прешли на ислам. Међутим, према неким муслиманима и исламским научницима, ове бројке које је прикупио Архив ислама нису репрезентативне и не важе; Према сопственим изјавама, представници ДИТИБ-а и Мили Горус нису радили са Архивом ислама. Шеф архиве, Мухамед Салим Абдулах, говорио је о „потпуном истраживању међу свим исламским удружењима и одабраним џамијама“. Међутим, бивши запослени у Архиву ислама такође сумњају у информативну вредност студије. Према вероучитељици Моники Волраб-Сар, разлози за преобраћење су сложени: Док су у прошлости углавном жене биле те које су усвојиле веру које су се удавале за муслимане, сада се све више људи обраћа „својом вољом“. То су и хришћани, који су почели да сумњају у своју вероисповест, и људи који желе да се издвоје из масе тиме што су „другачији“.
На преобраћени Немце, између осталог, гледало се прилично критички, јер неки од њих имају тенденцију да усвоје радикалне ставове, односно теже исламизму. Према анализи Савезне канцеларије криминалистичке полиције из 2010. године, немачке полицијске власти класификовале су једанаест обраћеника као „претње“, а 26 као „релевантне особе“, под сумњом су да планирају терористичке нападе мотивисане исламистима. По мишљењу антропологиње Есри Озурек, немачки обраћеници играју важну премошћујућу улогу: они су посредници између муслиманских миграната и немуслиманских Немаца. Кроз свој рад у својим муслиманским заједницама они су добитак за интеграцију, па тамо држе часове немачког и преиспитују патријархалне структуре. Такође тврде да је врло мали број обраћеника постао радикалан.